# Einhebelschaltung

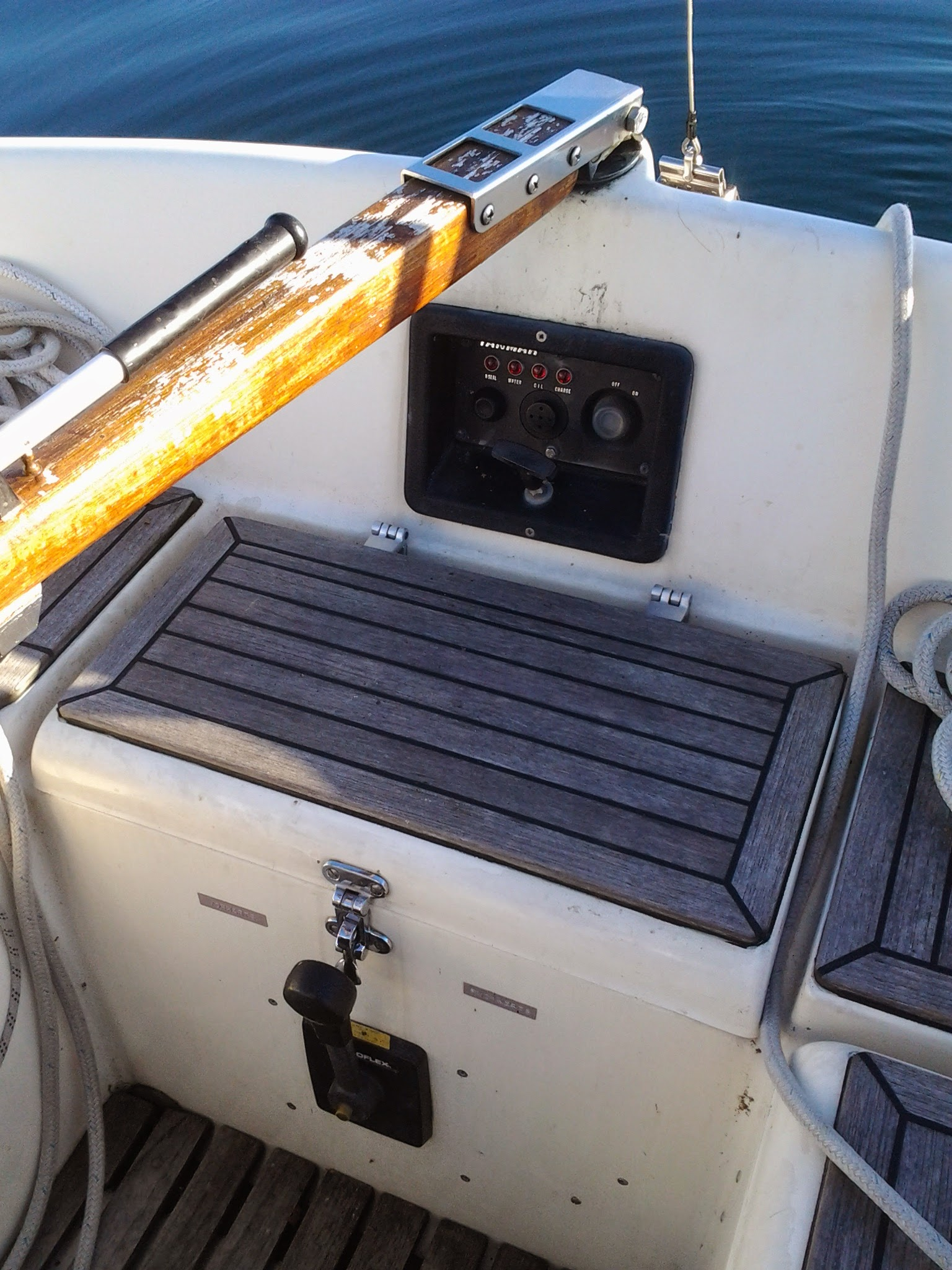
Motorsteuerung eines Segelboots: Oben Hauptschalter, Startknopf, Warnlampen und Seilzug für Motorstopp; unten die Einhebelschaltung. Wird der goldene Knopf auf der Nabe beim Gasgeben hineingedrückt, kuppelt das Getriebe nicht ein. Bei diesem Schiff ist der Hebel quer zur Fahrtrichtung eingebaut.

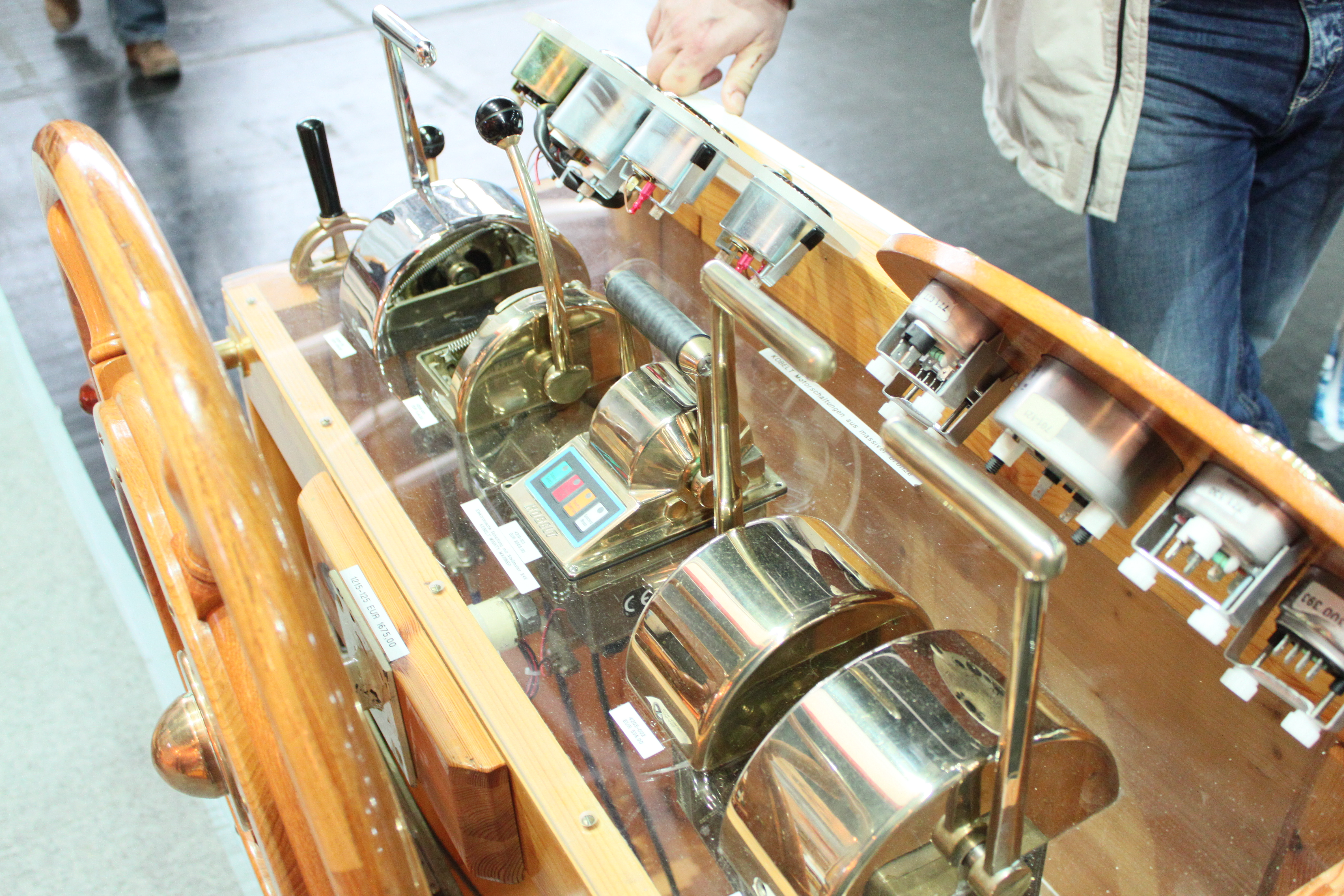
Verschiedene Gashebel für Motorboote; Präsentation auf einer Messe

Die Einhebelschaltung ist die übliche Bauart des Gashebels auf Motor- und Segelyachten. Dabei wird Fahrt und Richtung des Antriebs über einen einzelnen Hebel gesteuert. Bewegt der Steuermann den Hebel nach vorne, wird Schub nach vorne entwickelt, bewegt er ihn nach hinten, Schub nach hinten. Hat das Schiff mehrere Motoren, gibt es einen solchen Hebel pro Motor. Der Terminus „Gashebel“ ist bei Dieselmotoren im Grunde falsch, da hier kein Vergaser vorhanden ist, sondern beim Betätigen des Hebels (englisch Throttle) nur die Solldrehzahl an der Einspritzpumpe verändert wird.
Die Alternative, die Zweihebelschaltung, ist selten, da sie anfälliger bezüglich Fehlbedienung ist. Manchmal wird auch eine Einhebelschaltung für zwei Motoren als Zweihebelschaltung bezeichnet.

## Betätigung
Der oder – bei mehreren Maschinen – die „Gashebel“ eines Bootes befinden sich in Reichweite des Steuermanns im Cockpit. Bei Motorbooten auf der Steuerkonsole des Steuermanns, bei Segelbooten entweder an der Konsole des Steuerrades oder an der Seitenwand. Sie sind meistens so angeordnet, dass man sie nach vorne und hinten bewegen kann, was intuitiv zum erwarteten Motorenkommando passt. In wenigen Fällen ist ein einzelner Hebel aus Platzgründen auch quer angebracht. Die Hebel haben eine deutlich einrastende Mittelstellung und lassen sich aus dieser nach vorne oder hinten bewegen. Bewegt man einen Hebel aus der Neutralposition nach vorne, wird das Getriebe im Vorwärtsgang eingekuppelt und dann Gas gegeben. Je weiter der Hebel bewegt wird, desto mehr Schub entwickelt der Motor und der Propeller. Wird der Hebel wieder in die Neutralstellung bewegt, kuppelt das Getriebe aus und der Propeller bleibt stehen. Wird der Hebel in die andere Richtung bewegt, dreht der Propeller rückwärts und bremst das Boot ab oder lässt es rückwärts manövrieren.
Durch diese einfache Bedienung wird eine Fehlmanipulation praktisch ausgeschlossen. Lediglich abruptes Umschalten von Vorwärts- auf Rückwärtsfahrt kann das Getriebe beschädigen.
Bei der Zweihebelschaltung werden zwei Hebel für Drehrichtung (Fahrtrichtung) und Drehzahl verwendet. Hier muss der Steuermann selber darauf achten, erst die Drehzahl zu reduzieren, bevor der Motor umgekuppelt wird.
Die saloppe Formulierung den/die Hebel auf den Tisch legen bedeutet „Vollgas geben“.

## Funktionsweise
Von jedem Hebel gehen zwei Bowdenzüge zum jeweiligen Motor. Eine Leitung überträgt die Richtungswahl ans Umkehrgetriebe, wählt also die Drehrichtung des Propellers, die andere steuert die Einspritzung und damit die Drehzahl. Am Hebel befindet sich zudem eine Vorrichtung, um Gas zu geben ohne einzukuppeln, etwa um den kalten Motor besser starten zu können oder für Testläufe. Dazu muss in der Neutralstellung ein Knopf am Hebel gedrückt oder der Hebel selbst herausgezogen werden, während der Hebel nach vorne oder hinten bewegt wird.